# Markus Pirmann
Markus Pirmann (* 21. Jänner 1989 in Klagenfurt am Wörthersee) ist ein österreichischer Eishockeyspieler, der seit Juni 2018 erneut beim EC KAC unter Vertrag steht und für dessen zweite Mannschaft in der Alps Hockey League zum Einsatz kommt. Sein Cousin Thomas Hundertpfund ist ebenfalls Eishockeyspieler.

## Karriere
Pirmann erlernte das Eishockeyspielen in den Nachwuchsmannschaften des EC KAC und debütierte während der Saison 2006/07 in der Kampfmannschaft der Österreichischen Eishockey-Liga. Seit der Saison 2008/09 zählt er zum erweiterten Stammkader und absolvierte in dieser Spielzeit auch elf Playoff-Spiele. In diesem Jahr gelang ihm auch mit der Kampfmannschaft und dem U-20-Team jeweils der Gewinn des österreichischen Meistertitels. Zudem war er mit insgesamt 65 erzielten Punkten, davon 32 Toren, Topscorer und bester Torschütze der Nachwuchsliga.
Am Ende Juli 2014 wurde Pirmanns Wechsel zu den HC Steelers Kapfenberg, wo er einen Einjahresvertrag mit der Ausstiegsklausel für die höchste Spielklasse des Landes unterzeichnete, bekanntgegeben. Von dieser Klausel machte er im Februar 2015 Gebrauch, als er vom EHC Linz bis zum Saisonende verpflichtet wurde. Im Sommer 2015 wechselte er zum Ligakonkurrenten Graz 99ers.

### International
Pirmann spielte für Österreich bei der U18-Weltmeisterschaft 2007 und bei der U20-Weltmeisterschaft 2009 jeweils in der Division I, wobei ihm in der älteren Altersklasse der Aufstieg in die Top-Division gelang.
Sein Debüt in der Herren-Auswahl des Alpenlandes gab er am 9. April 2010 beim 4:1-Erfolg im Freundschaftsspiel gegen Norwegen in Budapest.

## Erfolge und Auszeichnungen
- 2009 Österreichischer Meister mit dem EC KAC
- 2009 Österreichischer U20-Meister mit dem EC KAC
- 2009 Topscorer und bester Torschütze der U20-Liga
- 2009 Aufstieg in die Top-Division bei der U20-Weltmeisterschaft der Division I, Gruppe B
- 2010 Auszeichnung zum EBEL-YoungStar der Saison 2009/10
- 2010 Kärntner Eishockey Superstar des Jahres
- 2013 Österreichischer Meister mit dem EC KAC

## Karrierestatistik
(Stand: Ende der Saison 2015/16)

### International
Vertrat Österreich bei:
- U18-Junioren-Weltmeisterschaft 2007
- U20-Junioren-Weltmeisterschaft 2009

(Legende zur Spielerstatistik: Sp oder GP = absolvierte Spiele; T oder G = erzielte Tore; V oder A = erzielte Assists; Pkt oder Pts = erzielte Scorerpunkte; SM oder PIM = erhaltene Strafminuten; +/− = Plus/Minus-Bilanz; PP = erzielte Überzahltore; SH = erzielte Unterzahltore; GW = erzielte Siegtore; 1 Play-downs/Relegation; Kursiv: Statistik nicht vollständig)